# Eriopyga stictipenna
Eriopyga stictipenna là một loài bướm đêm trong họ Noctuidae.